# Наум Тюфекчиев
Наум А. Тюфекчиев с псевдоними Т.Ву и Т-ва е български революционер и терорист, организатор на убийството на Стефан Стамболов и деец на Върховния македоно-одрински комитет.

## Биография
Наум Тюфекчиев е роден на 29 юни 1864 година в Ресен, тогава в Османската империя. Следва пиротехника в Белгия и открива предприятие за производство на взривни материали и оръжие в София. В Белград заедно с Димитър Ризов, Кръстьо Ножаров, Михаил Ставрев (Хальо) и братята си Никола и Димитър (Денчо) Тюфекчиеви организира опит за убийството на Стефан Стамболов, но на 15 (27) март 1891 година вместо Стамболов е убит министър Христо Белчев, а Димитър Тюфекчиев е арестуван и по-късно убит. След това Тюфекчиев бяга в Одеса, където със знанието на руските власти подготвя убийството на дипломатическия представител на България в Турция доктор Георги Вълкович. Подготвя двама терористи, които убиват доктора на 12 февруари 1892 в Цариград. Наум и Никола Тюфекчиеви са осъдени от османския съд като подбудители на атентата на по 15 години в затвор, но присъдата им не е изпълнена, тъй като не са екстрадирани от Русия. Изпратен е за кратко на заточение в Симбирск и получава месечна заплата от Руската държава.
Тюфекчиев се завръща в Княжество България и се включва в дейността на Младата македонска книжовна дружина в периода 1892-1894 година. На 27 декември 1894 Тюфекчиев заедно с Димитър Ризов, Андрей Ляпчев, Тома Карайовов, Никола Наумов и Трайко Китанчев основават Братския съюз, година по-късно влял се в Македонската организация. На I конгрес на Македонските дружества Тюфекчиев е избран за подпредседател на организацията.
Наум Тюфекчиев успешно организира убийството на Стефан Стамблов на 15 юли 1895, след което е арестуван, но по-късно освободен.
Чрез връзките си в двореца на Фердинанд I купува 4000 бракувани армейски пушки, 300 бомби и припаси и ги предава на Вътрешната македоно-одринска революционна организация през 1895 година. В София създава бомболеярна, където произвежда гранатите „македонки“, като за главен куриер на доставките в Македония се ползва Дончо Щипянчето. Тюфекчиев обаче спекулира със своето производство и Гоце Делчев и Гьорче Петров се отказват от услугите му. Посредством Димитър Ляпов, Наум Тюфекчиев влиза във връзка с арменците Бедрос Парян и Армен Гаро, като с негово оръжие те превземат централата на Отоман банк в Цариград. След това дейността му е забранена от българската власт.
Със Стоян Шангов издава през 1900 година вестник „Вечерна поща“, в която се допечатват редовно компромати. В следващите години с Борис Сарафов обмислят да отвлекат сина на богатия политик Иван Евстатиев Гешов, но планът се осуетява. От 1905 година влиза в контакт с болшевишки революционери и им препродава бомби. През 1906 година Тюфекчиев е замесен в международен скандал при пренасяне за оръжие в Русия.
През 1908 година Наум Тюфекчиев се връща в Македония и се сближава с водачите на Младотурската революция Ниязи бей и Енвер бей. През 1915 година турската тайна полиция се свързва с Наум Тюфекчиев, с цел той да организира атентат в България, който да я тласне към съюз с Централните сили. Така от него е организиран атентатът в Градското казино, изпълнен от Червените братя на 31 януари 1915 година. При атентата загиват Никола Бояджиев, синът на началник-щаба на армията генерал Климент Бояджиев, дъщерята на военния министър генерал Иван Фичев Мара, Цветана Христова и художникът Петър Милев, а други 8 души са ранени. След включването на България в Първата световна война прави дарение от над 5000 златни лева от името на покойния си син Александър за възстановяване на институциите на Българската православна църква в Македония. На 25 февруари 1916 година по заповед на Тодор Александров Наум Тюфекчиев е убит от екзекутора на ВМОРО Туше Скачков на улица „Раковски“ с шест куршума в гърдите.